# 丹波國
丹波國（日语：〔〕／ Tambanokuni */?），日本古代的令制國之一，屬山陰道，又稱丹州、丹南、南丹。丹波國的領域大約包含現在京都府中部及兵庫縣東隅、大阪府高槻市一部份、大阪府豐能郡豐能町一部份。

## 郡
- 天田郡
- 何鹿郡
- 船井郡
- 桑田郡
  - 北桑田郡
  - 南桑田郡
- 冰上郡
- 多紀郡

## 相關項目
- 日本令制國列表